# Réservoir Baskatong
Le réservoir Baskatong est un plan d'eau de plus de 400 km2 situé au nord de Maniwaki et de Mont-Laurier, au Québec.
La partie Est du réservoir est comprise dans la municipalité de Mont-Laurier et de Ferme-Neuve de la région administrative des Laurentides. La partie ouest est comprise dans les municipalités de : Ferme-Neuve, Lac-Marguerite, Cascades-Malignes et Grand-Remous.
Son embouchure est situé dans la municipalité de Grand-Remous, dans la municipalité régionale de comté (MRC) de La Vallée-de-la-Gatineau, dans la région administrative de l'Outaouais.
La rive ouest du réservoir Baskatong constitue la limite est de la Réserve faunique La Vérendrye et la limite de la Zec Petawaga. Le réservoir chevauche la limite des régions administratives de l'Outaouais et des Laurentides.

## Histoire
Avant l'ennoyement de 1927, le relief était marqué par la rivière Gatineau, le petit lac Baskatong (long originellement de 8 km) et une douzaine d'autres plan d'eau. Le réservoir a été constitué en 1927 à la suite de la construction du barrage Mercier.
Autrefois, ce réservoir était aussi utilisé pour faciliter la drave, soit la manipulation des billes de bois pour faciliter leur déplacement par le courant de la rivière. Les billots (ou pitounes) étaient transportés par flottage jusqu'au barrage grâce à des bateaux propulsés par des moteurs à vapeur jusqu'au début du XXe siècle, puis à essence. Pour traverser le barrage, les billes passaient dans un dévidoir afin de minimiser les dommages aux billes. Puis, les billes flottaient à la dérive sur la rivière Gatineau en direction sud, vers la rivière des Outaouais où les moulins à scie ou à pulpe étaient aménagés.

## Géographie

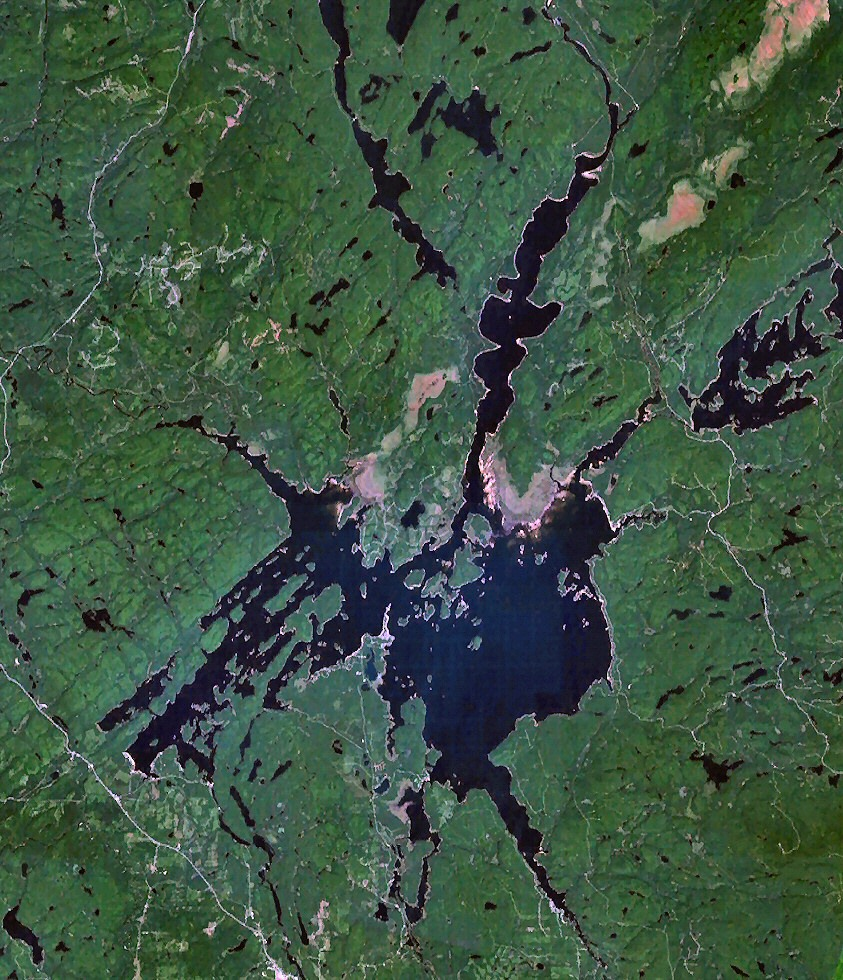
Image satellite

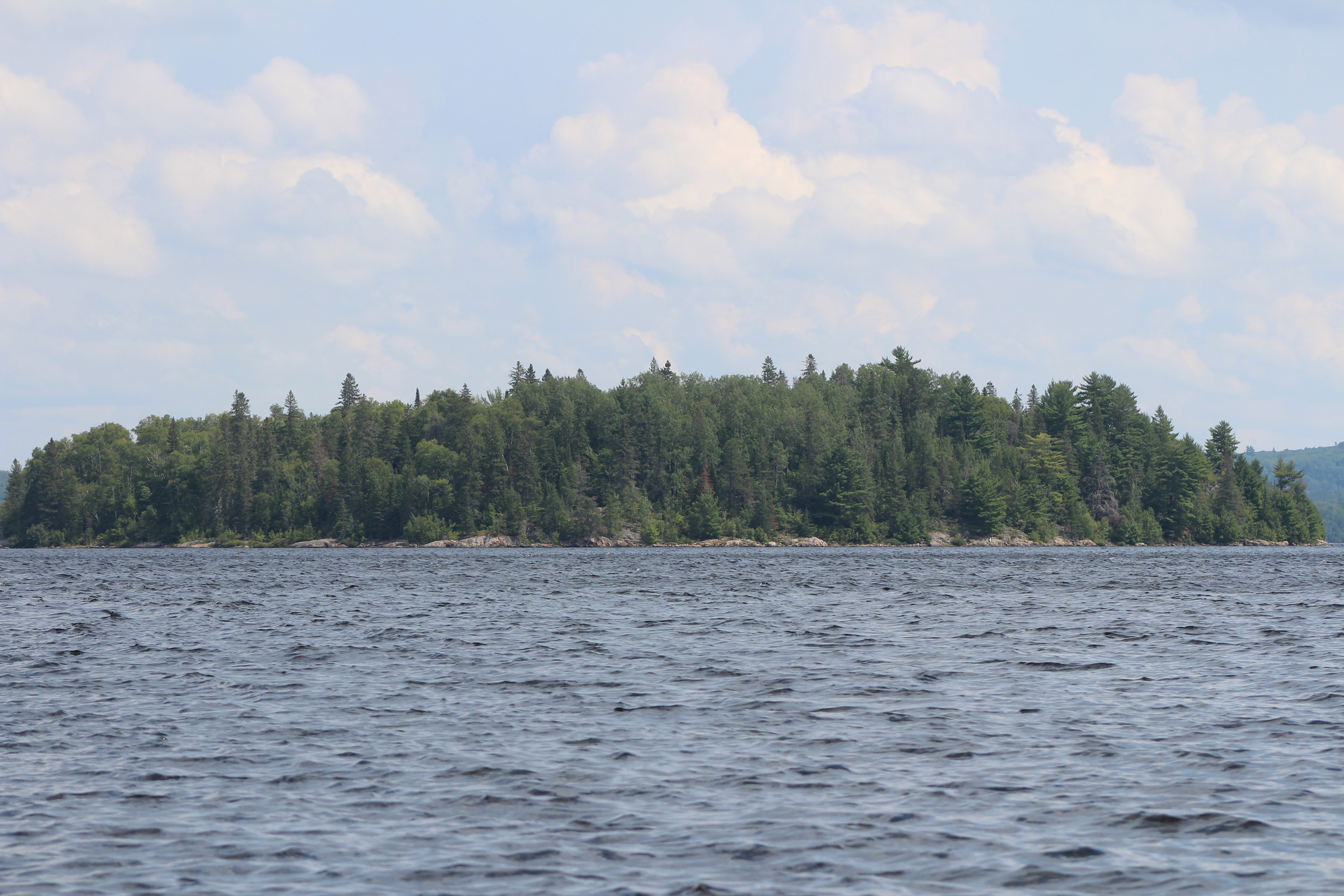
Île de l'ours au réservoir Baskatong

Ce lac artificiel a une superficie de 413 km2, ce qui en fait une véritable mer intérieure. Sa profondeur maximale atteint 96 m et il a un périmètre d'environ 1 800 km.
Le réservoir Baskatong englobe cinq lacs : Piscatosine, Cokanagog, de la Caméra, du Chêne et Georges, ainsi que la baie Philomène. 
Les berges qui entourent le lac, le plus souvent sablonneuses, s'étendent sur environ 2 800 km. Ces plages et la pêche ont fait la réputation du réservoir Baskatong.
Les principales rivières qui alimentent le réservoir sont : 
- La rivière Gens de Terre,
- La rivière Notawassi,
- La rivière Petawaga,
- La rivière d'Argent,
- La rivière Gatineau.

Les principales baies comprises dans le réservoir Baskatong sont : Mercier, Caron, "Gens de Terre", Philomène, au Sable, du Windigo, du Diable, Fraser, deuxième baie, Petawagama, au Fer à Cheval, Doyon, Esturgeon, des Trois Ruisseaux et Brennan.
Arrivant du nord par la baie Doyon, la rivière Gatineau traverse le réservoir Baskatong vers le sud sur 37,7 km, jusqu'à l'embouchure.

## Tourisme
Plus d'une vingtaine de pourvoiries, toutes membres de l'Association des pourvoiries du Baskatong (APB), sont installés autour du réservoir Baskatong, offrant une foule d'activités récréotouristiques. Les pourvoiries offrent de l'hébergement sous formes variés : chalet, auberge, pavillon, camping... et des services de subsistance pour les amateurs de plein air.
Le réservoir Baskatong est idéal pour la navigation de plaisance et les sports nautiques. Dans plusieurs zones, les paysages sont saisissants. Parsemé d'îles, de baies et de plages sablonneuses, ce magnifique plan d'eau constitue un paradis pour les pêcheurs sportifs et les vacanciers.
En été, les activités récréotouristiques familiales ont été mises en valeur, notamment : navigation de plaisance, plages, excursion dans les îles, kitesurf, motomarine, voilier, planche à voile, pédalo, le quad, le vélo, le tir aux pigeons d'argile... En automne, les sentiers quad et pédestres sont populaires surtout dans la saison où les feuilles des arbres changent de couleurs. Les excursions de cueillette de petits ou des champignons sauvages sont populaires. La chasse est pratiquée sur les territoires à droits exclusifs, libres ou privés. Les activités hivernales des pourvoiries comprennent notamment les excursions en motoneige, en quad, la raquette, le ski de fond, la pêche blanche et les traîneaux à chien.
Les amateurs de pêche peuvent y retrouver le brochet, le doré, la lotte, l'esturgeon, le touladi, le corégone et la ouananiche (saumon d'eau douce). Le lac fait partie d'une aire faunique communautaire. Il est ensemencé. Un permis de pêche est nécessaire pour s'adonner à cette activité.

## Toponymie
Les appellations « Réservoir Mercier » et « Réservoir Baskatong » ont coexisté jusqu'à ce que la Commission de géographie du Québec (ancêtre de la Commission de toponymie du Québec) officialise l'hydronyme « Réservoir Baskatong » en 1962.
Le toponyme « Réservoir Baskatong » a été officiellement inscrit le 5 décembre 1968 dans la Banque des noms de lieux de la Commission de toponymie du Québec.

## Dans la littérature
Dans Paul à la pêche (2006), le narrateur raconte que lorsqu'il était enfant, son père l'avait emmené sur le réservoir Baskatong et lui avait raconté l'histoire suivante : « Mon père m'apprit que le réservoir Baskatong était autrefois une vallée, avec un village, une école et tout. Afin de contrôler la crue des rivières, on avait inondé toute cette vallée pour former un gigantesque réservoir. Le village avait été abandonné et gisait quelque part au fond. Les collègues de mon père racontaient que par jour de grand vent, on entendait la cloche de l'ancienne église du village sonner au fond de l'eau. Cette idée me terrifiait. »